# 井口剛志
井口 剛志（いぐち つよし、1989年12月21日 - ）は、日本の元ラグビー選手。現在ジャパンラグビーリーグワン三菱重工相模原ダイナボアーズのアカデミースタッフを務めている。

## プロフィール
- 京都府京都市出身。
- ポジションはフルバック(FB)。
- 身長 180 cm、体重 87 kg
- ニックネームは井口。
- 高校日本代表[1] やU20日本代表に選ばれたことがある。

## 略歴
12歳からラグビーを始めた。
2008年、伏見工業高校卒業後、早稲田大学に入学する。なお伏見工業高校時代、主将に就任して、第31回高校東西対抗試合に西軍として出場した。
2011年、早稲田大学ラグビー蹴球部の副将に就任した。
2012年、早稲田大学卒業後、神戸製鋼コベルコスティーラーズに加入。また同年10月6日に行われたジャパンラグビートップリーグ第5節のヤマハ発動機ジュビロ戦に途中出場で公式戦初出場を果たす。
2018年、三菱重工相模原ダイナボアーズに加入。